# شركة تسجيلات دومينو
شركة تسجيلات دومينو (بالإنجليزية: Domino Recording Company)‏ (المعروفة ببساطة باسم دومينو) هي شركة تسجيل مستقلة بريطانية مقرها لندن. يوجد أيضًا جناح للعلامة التجارية مقره في بروكلين، نيويورك يتعامل مع الإصدارات في الولايات المتحدة، بالإضافة إلى قسم ألماني يسمى دومينو دويتش لاند وقسم فرنسي يسمى دومينو فرانس. بالإضافة إلى ذلك، يترأس ستيفن باستيل الشركة الفرعية جيوغرافيك ميوزك، التي تصدر المزيد من الموسيقى «غير العادية» من بريطانيا وخارج العالم الغربي . في عام 2011، أعلنت الشركة أنها بدأت قسم نشر الكتب، ذا دومينو بريس.

## روابط خارجية
- الموقع الرسمي